# Léon Tornikios
Léon Tornikios est un noble général byzantin d'origine arménienne, devenu un usurpateur et un prétendant au trône impérial en 1047.

## Biographie
Il est né à Andrinople et est le rejeton de la famille noble des Tornikios, d'origine arménienne et géorgienne. Selon Michel Psellos, il est petit, trapu, fier et ambitieux, plein de l'arrogance des Macédoniens.
Neveu de Constantin IX Monomaque, alors empereur, Tornikios finit pourtant par se détourner de lui. Il est proche de la sœur de Constantin, Euprépie, qui s'oppose à la politique de l'empereur. Il est nommé patrice et doux d'une province sur la frontière orientale de l'Empire, soit à Mélitène selon Michel Attaleiatès, soit en Ibérie selon Psellos. Dans le même temps, une révolte militaire éclate en Thrace, autour d'Andrinople. Tornikios est alors très populaire parmi l'armée et Constantin craint qu'il ne soit lié au soulèvement. Il préfère le rappeler à Constantinople pour le tonsurer tout en le laissant libre.
Tornikios en profite pour rejoindre Andrinople le 14 septembre 1047. Il prévient toute poursuite en tuant tous les chevaux présents dans les relais auxquels il s'arrête. Une fois arrivé en Thrace, il rallie ses soutiens, dont de nombreux généraux mécontents de la politique de conciliation de Constantin avec les Petchénègues, qui sont alors la principale menace dans les Balkans. Bientôt, Tornikios est levé sur le pavois et déclaré empereur, avant de marcher sur la capitale. Il arrive sous les murailles de Constantinople le 25 septembre.
Dans la cité, Constantin manque de troupes à lui opposer et il fait armer la population pour défendre les remparts, prenant lui-même la tête de la garnison. Seule l'armée d'Orient, loin de là, lui est fidèle. Dans un premier temps, un vent de panique balaie les défenseurs mais Tornikios n'en profite pas. Selon Psellos, il attend que le trône lui soit offert pour éviter toute effusion de sang mais il rate une occasion précieuse car Constantin parvient assez vite à rétablir la discipline. Surtout, en se présentant sur les remparts, il dissipe la rumeur de sa mort, diffusée par Léon Tornikios.
Le siège dure du 25 au 28 septembre. Deux assauts sont repoussés par les loyalistes. Il semble que l'un des lieutenants de Constantin est tué par une flèche alors qu'il se tient à proximité directe de l'empereur. Bientôt, le doute gagne les rangs des rebelles, d'autant que Constantin tente d'acheter leur désertion, non sans succès. Quand Tornikios tente de se présenter devant les murailles, il est accueilli par une volée de projectiles et préfère se replier.
Il s'en prend alors à la cité de Rhaidestos, restée fidèle à l'empereur mais il est encore repoussé. Rapidement, ses soutiens s'étiolent, d'autant que l'armée d'Orient est arrivée à Constantinople, prête à le combattre. Abandonné de tous, Tornikios se replie dans une église à Bulgarophygon. Il tente de réclamer l'asile mais il est chassé du sanctuaire et fait prisonnier.
A Noël, il subit le châtiment classique infligé aux rebelles byzantins en étant aveuglé publiquement avec Jean Vatatzès, le seul fidèle à l'avoir accompagné jusqu'au bout. Rien n'est connu du reste de sa vie.

## Sources
- Louis Bréhier, Vie et Mort de Byzance, Albin Michel, mai 2006, 632 p. (ISBN 2-226-17102-9, présentation en ligne).